# 小坂菜緒
小坂 菜緒（こさか なお、2002年〈平成14年〉9月7日 - ）は、日本のアイドル、ファッションモデル、女優であり、女性アイドルグループ日向坂46のメンバー、『Seventeen』の元専属モデル、『non-no』の専属モデルである。大阪府出身。Seed & Flower所属。

## 略歴
2017年（平成29年）8月13日、『けやき坂46 追加メンバー募集オーディション』の応募者のうち、8月5日の3次審査を通過した18名のうちの1人として、8月8日から11日までネット動画配信サービスのSHOWROOMを利用した最終審査に挑み、小坂を含む9人が合格した。翌々日の15日にけやき坂46の2期生としてお披露目される。
2018年（平成30年）2月12日に幕張メッセイベントホールで開催された、けやき坂46の2期生による初の単独イベント『おもてなし会』に参加した。同年5月19日には、『Rakuten GirlsAward 2018 SPRING / SUMMER』でランウェイデビューを果たす。そして翌々日の21日には、同年6月1日発売の『Seventeen』（集英社）2018年7月号から同誌の専属モデルに就任することが発表された。同年10月19日に公開されたけやき坂46の楽曲「JOYFUL LOVE」で、グループのメンバー全員が参加する楽曲としては自身初のセンターポジションを担当している。同年11月16日から25日にかけては、坂道グループで初めての各グループを横断するプロジェクトである「ザンビプロジェクト」の1つで、東京ドームシティホールで行われた舞台に、乃木坂46の山下美月と与田祐希、欅坂46の小林由依と土生瑞穂、けやき坂46の齊藤京子と共に出演した。
2019年（平成31年 / 令和元年）2月11日、自身が所属するグループのけやき坂46が日向坂46へ改名した。同年3月27日に発売された日向坂46の1stシングル『キュン』の表題曲では、センターポジションを担当している。日向坂46の楽曲では初めてのセンターポジション経験者となった他、表題曲でのセンターポジションを自身としては初めて担当することとなった。同年7月17日に発売された日向坂46の2ndシングル『ドレミソラシド』では、2作連続で表題曲のセンターポジションを担当している。さらに、同年10月3日に発売された日向坂46の3rdシングル『こんなに好きになっちゃっていいの?』でも表題曲のセンターポジションを担当し、3作連続で表題曲のセンターポジションを担当している。同年11月15日に公開された映画『恐怖人形』（キグー）では、映画初出演で主演を務めている。
2020年（令和2年）2月19日に発売された日向坂46の4thシングル『ソンナコトナイヨ』では、4作連続で表題曲のセンターポジションを担当した。坂道シリーズにおける、シングル表題曲及びアルバムリード曲での単独センターポジションの連続担当回数は、平手友梨奈（欅坂46）の8作連続、生駒里奈（乃木坂46）の5作連続に続いて3番目に多く、日向坂46の中では最も多くなっている。
2021年（令和3年）4月2日より、自身初となる単独冠ラジオ番組の『星のドラゴンクエスト presents 日向坂46 小坂菜緒の「小坂なラジオ」』（TOKYO FM）の放送が始まった。同年4月8日には、同年7月17日から9月12日までパシフィコ横浜で開催された『Sony presents Dino Science 恐竜科学博覧会 ～ララミディア大陸の恐竜物語～』（以下『恐竜科学博』）の公式アンバサダーに就任する。同年6月18日、同日公開の映画『ヒノマルソウル〜舞台裏の英雄たち〜』（東宝）に、小林賀子役で出演している。　同年6月29日には、1st写真集『君は誰？』（集英社）が発売された。同写真集は、発売前の同年6月3日に坂道グループに所属するメンバーのソロ1st写真集としては発表当時史上最多となる初版発行部数15万部となっていたが、同月23日には2万部を発売前重版することが決定し、初版発行部数が17万部となっていた。また、『オリコン年間BOOKランキング 2021』では、期間内売上16.7万部を記録してジャンル別「写真集」で1位を獲得している 。2位となったグループでのオフショット写真集『日向坂46写真集 日向撮 VOL.01』、3位の齊藤京子のソロ写真集『とっておきの恋人』とともに年間ランキングで日向坂46関連作品がトップ3を独占した。
2021年（令和3年）6月26日から翌年3月4日までの約7ヶ月の間は、体調不良により一定期間の静養が必要と診断されたため、活動を休止していた。活動休止前に撮影したCMは予定通り放映され、代役が必要なものに関しては日向坂46のメンバーがそれぞれ分担している（後述）。
2022年（令和4年）6月1日に発売された日向坂46の7thシングル『僕なんか』で4thシングル以来3作ぶり5作目のセンターポジションを担当している。6月13日には、「#推せる自分で会いに行こう」プロジェクト（ファイントゥデイ資生堂）のアンバサダーに就任することが発表された。
2023年（令和5年）10月6日からは、同日より放送開始のラジオ番組『SONYSONPO QUEST FOR THE FUTURE』（J-WAVE）のナビゲーターを担当している。
2024年（令和6年）1月7日より放送のNHK大河ドラマ『光る君へ』に、斎院中将役で出演した。同年11月15日に発売された『Seventeen』（集英社）の秋冬号をもって、同誌の専属モデルを卒業した。
2025年（令和7年）1月29日に発売された日向坂46の13thシングル『卒業写真だけが知ってる』で、6作ぶり6度目のセンターポジションを担当している。同年3月19日に発売された『non-no』（集英社）5月号から、同誌の専属モデルに就任した。同年5月21日に発売された日向坂46の14thシングル『Love yourself!』で、2作連続7度目のセンターポジションを担当している。同年9月17日に発売予定の日向坂46の15thシングル『お願いバッハ！』で、3作連続8回目のセンターポジションを担当する。

## 人物

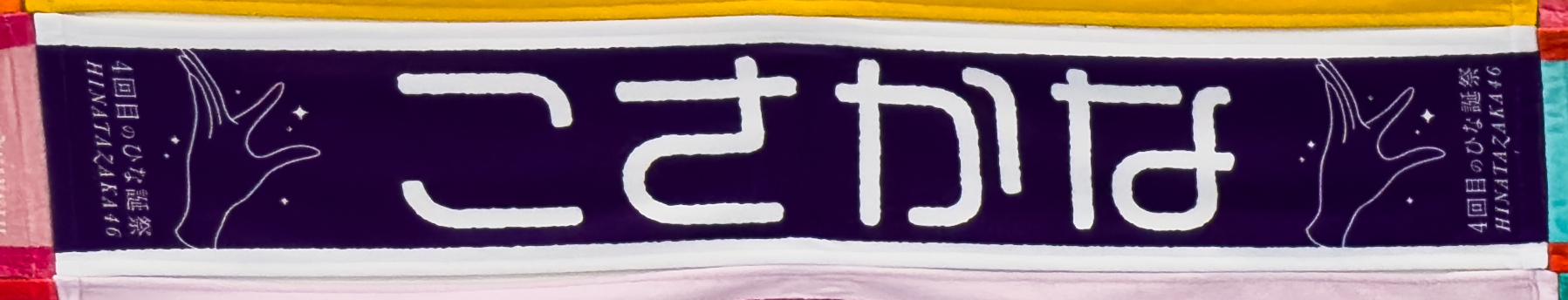
愛称である"こさかな"のタオル

愛称は、こさかな、なおちゃん。アイドルとモデルと女優を両立していた元乃木坂46の西野七瀬を尊敬し目標としている。
幼少期は外で遊ぶのが好きで活動的であったというが、小学校時代にはあまり学校に馴染めず、中学校に進学してからはさらに引っ込み思案になり、特定の親友としか会話をしてこなかったと語っている。そんな中、友人と共に行った『ひらがな全国ツアー2017』の大阪公演のライブビューイングで、初めてけやき坂46の公演の様子を鑑賞し、自らの笑顔を観客に広げるメンバーの姿に惹かれ、その姿に感涙したという。けやき坂46メンバーのこのような姿を見て、明るくない自分、引っ込み思案な自分を変えたいと思ったこと、自分もこのグループのステージに立ちたいと思ったことが同グループのオーディションに応募するきっかけであった。けやき坂46に加入してからは、度々センターポジションを任されており、日向坂46に改名後も1stシングルから4作連続でセンターポジションを務めていたが、自身の引っ込み思案な面も相まって、その重責から上手に笑えなかった時期もあったと語っている。高校時代には、このようにグループの中心的存在にいたこともあり、高校の出席日数が足りなくなるほど多忙な日々を送っていたため、高校生活の醍醐味を全て感じることはできなかったというが、「将来きっと『高校時代にアイドルをしていた』と胸を張って言えると思う」「アイドルは私の青春だった」と発言するなど、自身の学生時代の経験について好意的に振り返っている。

### 交友関係
小坂と同じく『Seventeen』で専属モデルを務めていた乃木坂46の久保史緒里と仲が良い。また、かつて同誌の専属モデルを務めていた桜田ひよりとも仲が良い。

### 嗜好・趣味
好きな食べ物として、ハンバーグ、イチゴ、海鮮を挙げている。さらにハンバーグの中でも豆腐ハンバーグが好きである。嫌いな食べ物には梅干しとカボチャを挙げている。
恐竜が好きであり、小学校中学年の時に理科の授業で出てきた恐竜の化石を格好いいと感じたことや、恐竜を題材にした映画である『ジュラシック・パーク』（1993年）を見たことがきっかけで好きになったという。同映画のシリーズは5作全作のDVDコレクションを所有している。一番好きな恐竜はトリケラトプスで、2021年に推したい恐竜として、パラサウロロフスをあげている。恐竜を好きになったきっかけである理科を好きな教科の1つとして挙げており、他にも倫理と数学が好きである。理科に関して、20歳を過ぎて再び学んでおり、微生物や科学など多分野に渡って関心を寄せている。
好きな芸人はアンジャッシュの児嶋一哉で、好きなポイントは「ツッコミのキレの良さ」「つぶらな瞳」「大嶋さんって言われて児嶋だよ！ って言った後のドヤ顔感」と列挙した。また、『小坂なラジオ』の第2回放送のコーナー「こさかな ベストワン」内では 、リスナーからの「一番好きな芸人は？」の質問に対し、昔から陣内智則が好きであると答え、YouTubeも見ていると言及した。翌週の同コーナーで更に英会話ネタが一番好きだと明かした。
漫画が好きで、『名探偵コナン』やあだち充作品などを好む。『名探偵コナン』は「何年も熱狂的にハマっているもの」と述べており、アニメを1話から見直しているほか、劇場版全作を数えられないほど観たと明かしており、関連イベントにも参加している。また、あだち充の漫画『クロスゲーム』の影響で高校野球に興味を持ち、テレビなどで1大会につき10試合以上観戦することもある。
アニメ鑑賞を趣味として挙げている。兄の影響で物心がついた時から時間があれば常にアニメを観る生活を送っていた。ジャンルを問わず鑑賞し、地上波で放送しているアニメはほぼ全て録画してその中から好きなものを選んで観ている。早起きして、朝から6本ほどアニメを観てから外出することもある。アニメを観るモットーとして作品ごとに推しを作ると決めていて、『はたらく細胞』の推しは白血球の4989番、『名探偵コナン』の推しは怪盗キッド。その他、アコースティック・ギターに挑戦したいとも語っている。

### 特技
中学生時代にバレーボール部に加入していたため、バレーボールを特技として挙げている。また、針の糸通しが速いことも特技として挙げている。

### けやき坂46・日向坂46
ペンライトカラーは、    バイオレット ×     ホワイト。
キャッチコピーは、「大阪、小坂、日向坂、三本坂を全力で駆け上ります！」。
インタビューで日向坂46について訊かれた際には、「（グループは）なくてはならないものです。この活動がないと、私の人生には何もなくなってしまう、それくらい大切なものだと感じています」と発言している。
日向坂46の冠番組『日向坂で会いましょう』では、MCであるオードリー・若林正恭から、1期生の高本彩花と共に贔屓を受ける流れが定番となっている。なお、前身番組の『ひらがな推し』の初回放送にて、メンバーに向けて行われた「MCになってほしい人は？」とのアンケート結果が公表され、唯一小坂のみオードリーと答えていたため、若林より「普通の贔屓をします」と宣言されていた。
2期生の金村美玖とは「なおみく」いうコンビ名がある。小坂が休業中であったため不参加となった6thシングル『ってか』でセンターポジションを務めることとなった金村は、フォーメーション発表後すぐに小坂に連絡をしたという。その際、小坂は金村を応援する言葉かけをし、金村は1stシングルから4thシングルまで4作連続でセンターポジションを務めた小坂を称えたという。
2022年にグループを卒業した2期生の渡邉美穂とは、渡邉の誕生日プレゼントを家まで届けるほど仲が良く、マネージャーに2人での仕事を直談判することもあったという。また、渡邉は小坂を「親友」「ズッ友」と表現している。同年6月28日に開催された、渡邉のグループ卒業セレモニーでは、自身の休業中に渡邉が離さないでいてくれたことが、活動を再開させるきっかけになったと明かし、「もしかしたら、それがなかったら、今ここに私は立てていなかったのかもしれない」と述べた。二人のコンビ名は「なおみほ」であり、渡邉のグループからの卒業について触れた小坂のブログが公開された直後は「#なおみほは永遠」がTwitterでトレンド入りするなど、ファンの間では人気のコンビとして愛されている。お互いの相反するキャラクターから「月と太陽」と称されることもある。
2期生の宮田愛萌とも仲が良く、定期的に連絡を取り合っている。宮田とは「まなお」というコンビ名がある。
同期生以外では、1期生の加藤史帆は小坂の自宅を訪問したことがあるといい、加藤も「（小坂とは）気が合う」と発言している。また、3期生の髙橋未来虹とは仲が良く、髙橋とは漫画の貸し借りをしたり、食事を忘れて話し続けたりしている。さらに3期生の山口陽世とはバッティングセンターに行くなどプライベートでの交流がある。また、4期生の渡辺莉奈、宮地すみれ、正源司陽子は小坂推しであることを公言している。小坂と多く交流している後輩メンバーのグループは、冠番組『日向坂で会いましょう』内で「小坂の懐入り隊」と森本茉莉によって命名された。なお同番組の運動会企画では、「小坂の懐入り隊」に同期の河田陽菜も参加している。
日向坂46内では、「キレイになりたい」を歌唱する丹生明里、渡邉美穂とのユニット、「Footsteps」を歌唱する加藤史帆、齊藤京子、佐々木久美、佐々木美玲、高本彩花とのユニット「浅草姉妹」、「窓を開けなくても」を歌唱する加藤史帆、齊藤京子、佐々木久美、佐々木美玲、富田鈴花とのユニット、「See Through」を歌唱する金村美玖とのユニット「なおみく」、「もうこんなに好きになれない」を歌唱する金村美玖、濱岸ひよりとのユニット「2002年組」に所属している。

## 活動休止に伴う代役
前述の通り、2021年6月26日に活動休止を発表したため、小坂が担当していた様々な活動に日向坂46メンバーの代役が立てられることとなった。
- 冠ラジオ番組『星のドラゴンクエスト presents 日向坂46 小坂菜緒の「小坂なラジオ」』（TOKYO FM）パーソナリティ
  - 番組名をそのままに、1期生の佐々木久美と佐々木美玲が代役でパーソナリティを担当[113][114][注 7]。
- 同年6月29日『小坂菜緒1st写真集「君は誰？」発売記念SHOWROOM』
  - 1期生の加藤史帆と2期生の金村美玖が代役で出演[116]。
- 同年7月16日『恐竜科学博』記者発表会
  - 1期生の潮紗理菜と2期生の丹生明里、松田好花が代役で登壇[117]。

## 作品

### シングル
けやき坂46
- NO WAR in the future（2017年10月25日、SRCL-9583/4）- EAN 4547366331646。
- 半分の記憶（2018年3月7日、SRCL-9744）- EAN 4547366350302。
- ハッピーオーラ（2018年8月15日、SRCL-9924/5）- EAN 4547366371086。
- 君に話しておきたいこと（2019年2月27日、SRCL-9985/6）- EAN 4547366383324。
- 抱きしめてやる（2019年2月27日、SRCL-9985/6）- EAN 4547366383324。

日向坂46
- キュン（2019年3月27日、SRCL-11121/7）- EAN 4547366399219。
- JOYFUL LOVE（2019年3月27日、SRCL-11121/7）- EAN 4547366399219。
- Footsteps（2019年3月27日、SRCL-11123/4）- EAN 4547366399226。
- ときめき草（2019年3月27日、SRCL-11125/6）- EAN 4547366399233。
- 沈黙が愛なら（2019年3月27日、SRCL-11127）- EAN 4547366399240。
- ドレミソラシド（2019年7月17日、SRCL-11220/6）- EAN 4547366412871。
- キツネ（2019年7月17日、SRCL-11220/6）- EAN 4547366412871。
- Dash&Rush（2019年7月17日、SRCL-11226）- EAN 4547366412901。
- こんなに好きになっちゃっていいの?（2019年10月2日、SRCL-11310/6）- EAN 4547366422436。
- ホントの時間（2019年10月2日、SRCL-11310/6）- EAN 4547366422436。
- 川は流れる（2019年10月2日、SRCL-11316）- EAN 4547366422467。
- ソンナコトナイヨ（2020年2月19日、SRCL-11450/6）- EAN 4547366442526。
- 青春の馬（2020年2月19日、SRCL-11450/6）- EAN 4547366442526。
- 窓を開けなくても（2020年2月19日、SRCL-11452/3）- EAN 4547366442533。
- 君のため何ができるだろう（2020年2月19日、SRCL-11456）- EAN 4547366442557。
- 君しか勝たん（2021年5月26日、SRCL-11794/802）- EAN 4547366504392。
- 声の足跡（2021年5月26日、SRCL-11794/802）- EAN 4547366504392。
- 世界にはThank you!が溢れている（2021年5月26日、SRCL-11800/1）- EAN 4547366504422。
- 膨大な夢に押し潰されて（2021年5月26日、SRCL-11802）- EAN 4547366504439。
- 僕なんか（2022年6月1日、SRCL-12140/8）- EAN 4547366557145。
- 飛行機雲ができる理由（2022年6月1日、SRCL-12140/8）- EAN 4547366557145。
- 恋した魚は空を飛ぶ（2022年6月1日、SRCL-12146/7）- EAN 4547366557183。
- もうこんなに好きになれない（2022年6月1日、SRCL-12140/1）- EAN 4547366557145。
- 知らないうちに愛されていた（2022年6月1日、SRCL-12148）- EAN 4547366557176。
- 月と星が踊るMidnight（2022年10月26日、SRCL-12320/8）- EAN 4547366583045。
- HEY!OHISAMA!（2022年10月26日、SRCL-12320/8）- EAN 4547366583045。
- 一生一度の夏（2022年10月26日、SRCL-12328）- EAN 4547366583076。
- One choice（2023年4月19日、SRCL-12490/8）- EAN 4547366612684。
- 恋は逃げ足が早い（2023年4月19日、SRCL-12490/8）- EAN 4547366612684。
- You’re in my way（2023年4月19日、SRCL-12492/3）- EAN 4547366612691。
- 友よ 一番星だ（2023年4月19日、SRCL-12498）- EAN 4547366612714。
- Am I ready?（2023年7月26日、SRCL-12610/8）- EAN 4547366625868。
- 接触と感情（2023年7月26日、SRCL-12610/1）- EAN 4547366625868。
- 君は逆立ちできるか？（2023年7月26日、SRCL-12614/5）- EAN 4547366625882。
- ガラス窓が汚れてる（2023年7月26日、SRCL-12618）- EAN 4547366625899。
- 君はハニーデュー（2024年5月8日、SRCL-12860/8）- EAN 4547366670318。
- 夜明けのスピード（2024年5月8日、SRCL-12864/5）- EAN 4547366670332。
- 僕に続け（2024年5月8日、SRCL-12868）- EAN 4547366670301。
- 絶対的第六感（2024年9月18日、SRCL-13000/8）- EAN 4547366698114。
- 永遠のソフィア（2024年9月18日、SRCL-13000/1）- EAN 4547366698114。
- 卒業写真だけが知ってる（2025年1月29日、SRCL-13120/8）- EAN 4547366719680。
- 孤独たちよ（2025年1月29日、SRCL-13120/1）- EAN 4547366719680。
- 43年待ちのコロッケ（2025年1月29日、SRCL-13124/5）- EAN 4547366719710。
- Love yourself!（2025年5月21日、SRCL-13270/8）- EAN 4547366743081。
- You are forever（2025年5月21日、SRCL-13270/1）- EAN 4547366743081。
- やらかした（2025年5月21日、SRCL-13272/3）- EAN 4547366743098。
- 海風とわがまま（2025年5月21日、SRCL-13278）- EAN 4547366743128。

坂道AKB
- 初恋ドア（2019年3月13日、KIZM-90615/6）- EAN 4988003543921。

### アルバム
けやき坂46
- 走り出す瞬間（2018年6月20日、SRCL-9825/9）- EAN 4547366358575。

日向坂46
- ひなたざか（2020年9月23日、SRCL-11580/4）- EAN 4547366470109。
- 脈打つ感情（2023年11月8日、SRCL-12720/6）- EAN 4547366647020。

### 映像作品
- けやき坂46 2期生特典映像（2018年3月7日）- EAN 4547366350296。
- ひらがな武道館 〜Day3 Special Selection〜（2018年6月20日）- EAN 4547366358575。
- ひらがな全国ツアー2017 Live&Documentary（2018年6月20日）- EAN 4547366358582。
- 長濱ねる×小坂菜緒 自撮りTV（2018年8月15日）- EAN 4547366371086。
- KEYABINGO!4 ひらがなけやきって何?（2018年11月9日）- EAN 4988021716512、EAN 4988021147545。
- けやき坂46ストーリー 〜ひなたのほうへ〜（2019年3月27日）- EAN 4547366399219。
- 舞台「ザンビ」（2019年5月31日）- EAN 4988021759489、EAN 4988021158602。
- はじめて超高級寿司屋に行ってみた（2019年7月17日）- EAN 4547366412888。
- ひなたの休日（2019年10月2日）- EAN 4547366422450。
- HINABINGO!（2019年11月22日）- EAN 4988021717656、EAN 4988021148740。
- 日向坂46 大富豪No.1決定戦（2020年2月19日）- EAN 4547366442526、EAN 4547366442533、EAN 4547366442540。
- HINABINGO!2（2020年4月3日）- EAN 4988021718011、EAN 4988021140089。
- DASADA（2020年5月22日）- EAN 4988021718073、EAN 4988021140157。
- 恐怖人形（2020年5月27日）- EAN 4547366453461。
- 日向坂46デビューカウントダウンライブ!! in 横浜アリーナ 〜けやき坂46 LAST LIVE〜（2020年9月23日）- EAN 4547366470109。
- 日向坂46デビューカウントダウンライブ!! in 横浜アリーナ 〜日向坂46 FIRST LIVE〜（2020年9月23日）- EAN 4547366470116。
- 3年目のデビュー（2021年1月20日）- EAN 4517331070719、EAN 4517331070726。
- 〜ひらがな推し〜「としちゃんと愉快な仲間たち編」（2021年3月31日）- EAN 4547366499780。
- 〜ひらがな推し〜「京子さん、何してんですか編」（2021年3月31日）- EAN 4547366499803。
- 〜ひらがな推し〜「日向のバラエティ女王誕生編」（2021年3月31日）- EAN 4547366499810。
- 〜ひらがな推し〜「パンの鉄砲を撃ちますよ編」（2021年3月31日）- EAN 4547366499797。
- 〜ひらがな推し〜「あだ名がおたけになりました編」（2021年3月31日）- EAN 4547366499773。
- 文学少女のふりをした彼女は、自分がスポーツ漫画オタクであることを地球上の誰にも言い出せずにいる。（2021年5月26日）- EAN 4547366504415。
- ヒノマルソウル〜舞台裏の英雄たち〜（2021年12月3日）- EAN 4571519902193、EAN 4571519902261。
- 〜ひらがな推し〜初ガツオを推すしかない編（2022年1月1日）- EAN 4547366540796。
- 〜ひらがな推し〜好きな人いるの?ニブだよ編（2022年1月1日）- EAN 4547366540772。
- 〜ひらがな推し〜ヘビーリトルトゥース誕生編（2022年1月1日）- EAN 4547366540765。
- 〜ひらがな推し〜埼玉と春日が生んだ怒涛の起爆剤編（2022年1月1日）- EAN 4547366540789。
- 〜ひらがな推し〜いつでもどこでも変化球編（2022年1月1日）- EAN 4547366540758。
- ひなたのバス旅（2022年6月1日）- EAN 4547366557152、EAN 4547366557183。
- 日向坂46 3周年記念MEMORIAL LIVE 〜3回目のひな誕祭〜 in 東京ドーム（2022年7月20日）- EAN 4547366568318、EAN 4547366568301。
- 渡邉美穂 卒業セレモニー（2022年10月26日）- EAN 4547366583045、EAN 4547366583052。
- 希望と絶望（2022年12月21日）- EAN 4550450021729、EAN 4550450021736。
- 〜日向坂で会いましょう〜加藤史帆のバーベキューで会いましょう（2023年1月1日）- EAN 4547366595888。
- 〜日向坂で会いましょう〜佐々木久美の野球で会いましょう（2023年1月1日）- EAN 4547366595901。
- 〜日向坂で会いましょう〜金村美玖のオードリーに会いましょう（2023年1月1日）- EAN 4547366595895。
- 〜日向坂で会いましょう〜小坂菜緒のヒットキャンペーンで会いましょう（2023年1月1日）- EAN 4547366595918。
- 〜日向坂で会いましょう〜丹生明里の団体戦で会いましょう（2023年1月1日）- EAN 4547366595925。
- Happy Smile Tour 2022（2023年4月19日）- EAN 4547366612684、EAN 4547366612691。
- W-KEYAKI FES. 2022（2023年7月26日）- EAN 4547366625868、EAN 4547366625875。
- 日向坂46 4周年記念MEMORIAL LIVE 〜4回目のひな誕祭〜 in 横浜スタジアム（2023年9月13日）- EAN 4547366634235、EAN 4547366634228。
- 日向坂46「Happy Train Tour 2023」in 大阪城ホール（2023年11月8日）- EAN 4547366647020、EAN 4547366647037。
- ひらがなくりすます2018 & ひなくり2019〜2022 Complete Box（2023年12月24日）- EAN 4547366655889。
- 〜日向坂で会いましょう〜齊藤京子の野球を好きになりましょう（2024年1月31日）- EAN 4547366660821。
- 〜日向坂で会いましょう〜佐々木美玲のおひさまたちを釣りましょう（2024年1月31日）- EAN 4547366660791。
- 〜日向坂で会いましょう〜河田陽菜の秋頃に会いましょう（2024年1月31日）- EAN 4547366660784。
- 〜日向坂で会いましょう〜松田好花のリトルトゥースになりましょう（2024年1月31日）- EAN 4547366660807。
- 〜日向坂で会いましょう〜上村ひなのの三期生に出会いましょう（2024年1月31日）- EAN 4547366660814。
- 日向坂46 齊藤京子卒業コンサート&5周年記念MEMORIAL LIVE 〜5回目のひな誕祭〜 in 横浜スタジアム（2024年7月24日）- EAN 4547366690101、EAN 4547366690088。
- BEST MUSIC VIDEO COLLECTION 2015-2024（2024年12月3日）- EAN 4547366713909。
- ゼンブ・オブ・トーキョー （2025年4月2日）- EAN 4589921417969、EAN 4589921417990、EAN 4589921417976、EAN 4589921418003、EAN 4589921417983、EAN 4589921418010、EAN 4589921417952。
- 〜日向坂で会いましょう〜新年早々バトりましょう（2025年4月9日）- EAN 4547366731361。
- 〜日向坂で会いましょう〜OBKを炙り出しましょう（2025年4月9日）- EAN 4547366731323。
- 〜日向坂で会いましょう〜ポンコツたちを集めましょう（2025年4月9日）- EAN 4547366731330。
- 〜日向坂で会いましょう〜四期生を知ってもらいましょう（2025年4月9日）- EAN 4547366731354。
- 〜日向坂で会いましょう〜宮崎に行きましょう（2025年4月9日）- EAN 4547366731347。
- ひなたフェス2024（2025年5月21日）- EAN 4547366743081、EAN 4547366743098、EAN 4547366743104。
- Behind the scenes of ひなたフェス2024（2025年5月21日）- EAN 4547366743111。
- 日向坂46 6周年記念MEMORIAL LIVE 〜6回目のひな誕祭〜 in 横浜スタジアム（2025年7月23日）- EAN 4547366757309、EAN 4547366757316、EAN 4547366757323。

## 出演

### テレビドラマ
- DASADAシリーズ（日本テレビ）- 佐田ゆりあ 役[118]。
  - DASADA（2020年1月16日 - 3月19日）[119]
  - DASADA 〜未来へのカウントダウン〜（2020年7月2日 - 9月10日）[120]
- 大河ドラマ『光る君へ』 第35回（2024年9月15日、NHK）- 斎院の中将 役[48][121]

### 映画
- 恐怖人形（2019年11月15日、キグー）- 主演・平井由梨 役[23]。
- ヒノマルソウル〜舞台裏の英雄たち〜（2021年6月18日、東宝）- 小林賀子 役[32]。
- ゼンブ・オブ・トーキョー（2024年10月25日、ギャガ） - 有川凛 役[122]。

### ラジオ
- 星のドラゴンクエスト presents 日向坂46 小坂菜緒の「小坂なラジオ」（2021年4月2日 - 10月29日、TOKYO FM）[29]
- SONYSONPO QUEST FOR THE FUTURE（2023年10月7日 - 、J-WAVE）[47]

### 舞台
- あゆみ（2018年4月20日 - 5月6日、AiiA 2.5 Theater Tokyo）- チームカスタネット[123]。
- ザンビ（2018年11月16日 - 25日、TOKYO DOME CITY HALL）- TEAM"RED"・飯野ゆかり 役[18]。

### MV
- Thinking Dogs「SPIRAL」（2019年10月25日、Sony Records）[124]

### CM
- ソニー損害保険
  - 自動車保険 ×「Sony presents DinoScience 恐竜科学博 〜ララミディア大陸の恐竜物語〜」コラボCM「ドライブデートの約束」篇（2021年7月12日 - ）[125]
  - 「朝から魔法をかけてくる娘」篇（2022年5月30日 - ）[126]
  - 「根拠のない自信を見せる妹」篇（2022年6月6日 - ）[126]
  - 「朝から困らせてくる娘」篇（2022年6月13日 - ）[126]
  - 「なんでもソニー損保に結びつけてくる後輩」篇（2022年6月20日 - ）[126]
  - 「安心した瞬間」篇（2024年4月21日 - ）[127]
  - 「見返す」篇（2024年4月21日 - ）[128]
  - 「事故受付～解決まで」篇（2024年10月28日 - ）[129]
  - 「提携修理工場」篇（2025年1月6日 - ）内田有紀と共演[130]
  - 「ソニー損保検討中　GOOD DRIVEアプリ&キャッシュバックプラン」篇（2025年1月14日 - ）齋藤飛鳥と共演[131]
  - 「ソニー損保検討中　弁護士特約」篇（2025年1月27日 - ）齋藤飛鳥と共演[132]
- 日向坂46 新メンバーオーディション 小坂菜緒 編（2022年3月14日 - ）[133]
- ファイントゥデイ資生堂「#推せる自分で会いに行こう」プロジェクトコンセプトムービー（2022年6月 - ）[46]
- 関西電力グループ（2022年10月15日 - ）
  - 「阿部教授の冬支度」篇、「教授 冬の電力を考える」篇（2022年10月15日 - ）[134][135]
  - 「CO2を減らすために」篇、「すすめ、ゼロカーボン!」篇（2023年1月28日 - ）[136][137]
  - 「灯る青春」篇（2023年9月30日 - ）[138]
  - 「祖母のひとり暮らし」篇（2024年8月14日 - ）[139]
  - 「環境のためにできること」篇、「あたりまえを支える人」篇（2025年8月14日 - ）[140]

### ネット配信
- 関西電力 Web動画「冬の電力のためにできること。」
  - 第1回オンライン授業 「エネルギーMIXパフェ!?」篇、「母から届いた偶然のMIX!?」篇（2022年10月31日、YouTube）[141]
  - 第2回オンライン授業「恥ずかしのゼロカーボン!?」篇、「バーチャル背景で神回避!?」篇（2022年11月1日、YouTube）[141]

### ファッションショー
- GirlsAward
  - Rakuten GirlsAward 2018 SPRING/SUMMER（2018年5月19日、幕張メッセ）[13][14]
  - Rakuten GirlsAward 2018 AUTUMN/WINTER（2018年9月16日、幕張メッセ）[142]
  - Rakuten GirlsAward 2019 SPRING/SUMMER（2019年5月18日、幕張メッセ）[143]
  - Rakuten GirlsAward 2019 AUTUMN/WINTER（2019年9月28日、幕張メッセ）[144]
  - Rakuten GirlsAward 2023 SPRING/SUMMER（2023年5月4日、国立代々木競技場第一体育館）[145]
  - Rakuten GirlsAward 2023 AUTUMN/WINTER（2023年9月30日、幕張メッセ）[146]
  - Rakuten GirlsAward 2024 SPRING/SUMMER（2024年5月3日、国立代々木競技場第一体育館）[147]
  - Rakuten GirlsAward 2024 AUTUMN/WINTER（2024年10月19日、幕張メッセ）[148]
  - Rakuten GirlsAward 2025 SPRING/SUMMER（2025年5月3日、国立代々木競技場第一体育館）[149]
- 東京ガールズコレクション
  - マイナビ presents 第27回 東京ガールズコレクション 2018 AUTUMN/WINTER（2018年9月1日、さいたまスーパーアリーナ）[150]
  - TGC KITAKYUSHU 2018 by TOKYO GIRLS COLLECTION（2018年10月6日、西日本総合展示場）[151]
  - SDGs推進 TGC しずおか 2019 by TOKYO GIRLS COLLECTION（2019年1月12日、ツインメッセ静岡）[152]
  - マイナビ presents 第28回 東京ガールズコレクション2019 SPRING/SUMMER（2019年3月30日、横浜アリーナ）[153]
  - TGC KUMAMOTO 2019 by TOKYO GIRLS COLLECTION（2019年4月20日、グランメッセ熊本）[154]
  - マイナビ presents 第29回 東京ガールズコレクション 2019 AUTUMN/WINTER（2019年9月7日、さいたまスーパーアリーナ）[155]
  - TGC KITAKYUSHU 2019 by TOKYO GIRLS COLLECTION（2019年10月5日、西日本総合展示場）[156]
  - SDGs推進 TGC しずおか 2020 by TOKYO GIRLS COLLECTION（2020年1月11日、ツインメッセ静岡）[157]
  - 第30回 マイナビ 東京ガールズコレクション 2020 SPRING/SUMMER（2020年2月29日、オンライン配信）[158]
  - 第31回 マイナビ 東京ガールズコレクション 2020 AUTUMN/WINTER ONLINE（2020年9月5日、オンライン配信）[159]
  - 第32回 マイナビ 東京ガールズコレクション 2021 SPRING/SUMMER（2021年2月28日、オンライン配信）[160]
  - 第35回 マイナビ 東京ガールズコレクション 2022 AUTUMN/WINTER（2022年9月3日、さいたまスーパーアリーナ）[161]
  - 第36回 マイナビ 東京ガールズコレクション 2023 SPRING/SUMMER（2023年3月4日、国立代々木競技場第一体育館）[162]
  - 第37回 マイナビ 東京ガールズコレクション 2023 AUTUMN/WINTER（2023年9月2日、さいたまスーパーアリーナ）[163]
  - 第38回 マイナビ 東京ガールズコレクション 2024 SPRING/SUMMER（2024年3月2日、国立代々木競技場第一体育館）[164]
  - CREATEs presents IDOL RUNWAY COLLECTION 2025 Supported by TGC（2025年3月2日、国立代々木競技場第一体育館）[165]

### イベント
- Seventeen 夏の学園祭
  - Seventeen 夏の学園祭2018（2018年8月23日、パシフィコ横浜 国立大ホール）[166]
  - Seventeen 夏の学園祭2023（2023年8月23日、東京ドームシティ プリズムホール）[167]
- ザンビ THE ROOM 最後の選択（2019年7月31日 - 8月11日、渋谷ヒカリエ ヒカリエホール）[168]
- Sony presents DinoScience 恐竜科学博 〜ララミディア大陸の恐竜物語〜（2021年7月17日 - 9月12日、パシフィコ横浜 展示ホールA）- 公式アンバサダー[71][30][169]。
- VALORANT Masters Tokyo Countdown Events（2023年6月8日、RED° TOKYO TOWER）- スペシャルゲスト[170]。
- ハマスカ生放送部 HEY! MUSIC! HAPPY! MEETING! '24 〜見てくれないとグーパン祭〜（2024年2月6日、EX THEATER ROPPONGI）[171]
- セントラル・リーグ「横浜DeNAベイスターズ vs 中日ドラゴンズ」始球式（2024年8月22日、横浜スタジアム）[172]

## 書籍

### 漫画
- げんさく ひなたざか（作画：赤坂アカ、『週刊ヤングジャンプ』2021年17号）[173]

### 写真集
- 君は誰？（2021年6月29日、集英社）[174]

### 雑誌連載
- Seventeen（2018年6月1日 - 2024年11月15日、集英社）- 専属モデル[4][5]。
- non-no（2025年3月19日 - 、集英社）- 専属モデル[7][8]。